# Spirostreptus iheringii
Spirostreptus iheringii är en mångfotingart som beskrevs av Henri W. Brölemann 1902. Spirostreptus iheringii ingår i släktet Spirostreptus och familjen Spirostreptidae. Inga underarter finns listade i Catalogue of Life.